# Japanski crveni bor
Japanski crveni bor (također poznat i pod nazivima Japanski bor" "Crveni korejski bor") (lat. Pinus densiflora) vrsta je drveća iz porodice borovki (lat. Pinaceae).
U prirodi raste u Japanu, Koreji, sjeveroistočnoj Kini (Heilongjiang, Jilin, Liaoning, Shandong) i na jugoistoku Rusije (južni Primorski kraj). Ovaj bor popularan je kao ukrasno stablo, ima nekoliko kultivara, a zimi postaje žućkast. Visina ovog stabla je 20 do 35 metara. Japanski crveni bor voli osunčane predjele na dobro isušenim, lagano kiselim tlima.
Listovi su igličasti, 8-12 cm dugi, s dvjema iglicama po pršljenu. Češeri su 4-7 cm dugi. Sličan je običnom boru, s razlikom u dužim, tanjim iglicama, koje su zelene bez plavog tona iglica običnog bora.
U Japanu je poznat kao akamatsu (赤松, doslovno "crveni bor") i mematsu (雌 松). Mnogo se uzgaja u Japanu za proizvodnju drveta i kao ukrasno stablo. Ima važnu ulogu u klasičnom japanskom vrtu. Odabrani su brojni kultivari, uključujući raznolik polutuljasti Oculus Draconis, viseću, često iskrivljenu pendulu i višečlanu 'Umbraculifera' (japanski 多 形 松 tagyoushou, ponekad napisan kao tanyosho). Simbol je japanske prefekture Iwate.
U Koreji, naziva se sonamu (소나무, doslovno "stablo bora"), on ima poseban status. Povijesno su korejske dinastije brinule o proizvodnji drva i smole koja je zabranila laicima da ih sječu. Korejski aristokrati, ili Yangban, voljeli su ga jer su smatrali da ovo zimzeleno drvo predstavlja vrline konfucijanizma, "vjernosti" i "snage". U ovom snažno konfucijanskom društvu, postao je nacionalni simbol. Za korejski narod se i danas smatra da predstavlja korejski duh i spominje se u južnokorejskoj državnoj himni, Aegukga. Kako su ga na zapad uveli japanski znanstvenici, na engleskom je njegov naziv "japanski crveni bor". U Korejskoj šumskoj službi, koristi se engleski naziv koji u prijevodu glasi "korejski crveni bor".

## Galerija
- Japanski crveni bor
- Japanski crveni bor u japanskom vrtu.
- Kumgangsan, Koreja
- Varijetet "Umbraculifera"
"Bor Tanyosho"

## Vanjske poveznice
|  | Zajednički poslužitelj ima stranicu o temi Pinus densiflora    |
|  | Zajednički poslužitelj ima još gradiva o temi Pinus densiflora |
|  | Wikivrste imaju podatke o taksonu Pinus densiflora             |